# Avitta quadrilinealis
Avitta quadrilinealis là một loài bướm đêm trong họ Noctuidae.